# 大塚已愛
大塚 已愛（おおつか いちか）は、日本の小説家。静岡県出身。

## 経歴・人物
2018年、投稿作「勿怪の憑」で日本ファンタジーノベル大賞2018（新潮文芸振興会主催）を受賞し、同作を『鬼憑き十兵衛』に改題し単行本デビュー。また同年に投稿作「夜は裏返って地獄に片足」にて第4回角川文庫キャラクター小説大賞（株式会社KADOKAWA主催）を受賞し、同作を『ネガレアリテの悪魔 贋者たちの輪舞曲』に改題し刊行。2019年7月には、単行本『鬼憑き十兵衛』が第1回日本歴史時代作家協会賞（新人賞）最終候補となった。

## 作品リスト

### 単行本
- 『鬼憑き十兵衛』（新潮社、2019年3月 / 新潮文庫、2021年11月）
- 『ネガレアリテの悪魔 贋者たちの輪舞曲』（角川文庫、2019年4月）
- 『ネガレアリテの悪魔 黎明の夜想曲』（角川文庫、2019年12月）
- 『友喰い 鬼食役人のあやかし退治帖』（新潮文庫、2024年2月）

### 雑誌掲載
小説
- 「勿怪の憑（抄）」 - 『小説新潮』2018年12月号
- 「如何物喰い」 - 『小説新潮』2019年8月号
- 「繭ごもり」 - 『小説新潮』2019年12月号
- 「水の滸」 - 『小説新潮』2020年8月号
- 「友喰ひ」 - 『小説新潮』2020年12月号
- 「ひとでなし」 - 『小説新潮』2021年8月号
  - 2022年6月、『時代小説ザ・ベスト 2022』（日本文藝家協会編、集英社文庫）に採録された。
- 「道行三人」 - 『小説新潮』2021年12月号

エッセイ
- 「受賞の言葉」 - 『小説新潮』2018年12月号